# Sieciech niegłębek
Sieciech niegłębek (Philopedon plagiatus) – gatunek chrząszcza z rodziny ryjkowcowatych i podrodziny Entiminae.
Gatunek ten opisany został w 1783 roku przez Johanna G. Schallera jako Curculio plagiatum.
Ryjkowiec ten zasiedla tereny o glebach piaszczystych, jak wydmy, wrzosowiska, suche pastwiska, pola, ugory i słonawiska. Spotykany też w lasach i ogrodach. W Polsce zamieszkuje nadmorskie wydmy i piaszczyste siedliska północnej, środkowej i zachodniej części kraju. Imagines aktywne nocą, w Polsce od kwietnia do lipca. Larwy rozwijają się w glebie, żywiąc korzeniami żarnowca miotlastego, piaskownicy zwyczajnej i babki nadmorskiej. Według L. Dieckmanna jest szkodnikiem obżarającym korę, pączki i igły młodych sosen. Pojawia się wiosną na szkółkach i uprawach sosnowych (1-3-letnich).
Chrząszcz europejski, wykazany z Belgii, Bułgarii, Danii, Estonii, Finlandii, Francji, Hiszpanii, Holandii, Irlandii, Liechtensteinu, Litwy, Łotwy, Niemiec, Norwegii, Polski, Portugalii, obwodu królewieckiego i północnoeuropejskiej części Rosji, Szwecji, Ukrainy, Węgier, Wielkiej Brytanii i Włoch. Niepewne dane pochodzą z Czech i Słowacji. Zawlekany też do Ameryki Północnej.